# Eliana Navarro
Eliana Navarro Barahona (Valparaíso, 19 de julio de 1920-Santiago, 5 de junio de 2006) fue una poeta chilena.

## Biografía
Sus padres fueron Fortunato Navarro Herrera, diputado por Cautín, y Guillermina Barahona Soriano, profesora normalista. En 1923 la familia se instaló en el fundo El Peral, situado en Trovolhue, en la provincia de Cautín, región de La Araucanía.
Inspirada por el paisaje de Cautín e influenciada por el poeta sureño Augusto Winter, escribió, a los siete años, La laguna de Trovolhue, uno de sus primeros poemas. A la temprana edad de catorce años, colaboró en las revistas Margarita y En Viaje. Después de haber cursado sus humanidades en el colegio Santa Cruz de Temuco, se trasladó a Santiago donde estudió filosofía y derecho en las universidades Católica y de Chile. A los veinticinco años contrajo matrimonio con el poeta José Miguel Vicuña, de quien fuera compañera en la Escuela de Derecho de la Universidad de Chile. En sus comienzos como escritora, encontró en Desolación, de Gabriela Mistral, una de sus lecturas más preciadas junto a los españoles Machado, Hernández y los dramaturgos del siglo de Oro. Su poesía fue elogiada desde temprana data por el crítico literario Hernán Díaz Arrieta (Alone).[cita requerida]
En 1951 publicó Tres poemas, su primer libro. Cuatro años después se integró al «Grupo Fuego de la Poesía» fundado por José Miguel Vicuña y Carlos René Correa. En 1955 publicó bajo el sello del mencionado grupo, Antiguas voces llaman. La revista Calicanto y la Revista Literaria de la Sociedad de Escritores de Chile acogieron recurrentemente sus versos en este periodo. Fue delegada al Congreso del PEN Club en Fráncfort en 1959 y en 1963 asiste como delegada de la Sociedad de Escritores de Chile (SECH) al Congreso Mundial de Mujeres por la Paz en Moscú, Unión Soviética. En 1965, su libro La ciudad que fue, publicado por Editorial Universitaria y prologado por Gastón von dem Bussche, fue galardonado con el premio Pedro de Oña.[cita requerida]
Trabajó durante más de cuarenta años en la Biblioteca del Congreso Nacional de Chile siendo durante muchos años jefe de la sección de Catalogación. En 1973, constituyó con su familia el grupo teatral Mediodía, el que bajo la dirección de Teodoro Lowey estrenó en el Templo Votivo de Maipú ante un público multitudinario el poema para voces y coro titulado La pasión según San Juan. La publicación en 1980 de este auto sacramental le valió el Premio de la Academia Chilena de la Lengua. En 1981 asistió como escritora especialmente invitada al Congreso Internacional de Literatura Femenina de México. En 1995 se publicó su libro La Flor de la Montaña, bajo el sello de Editorial Universitaria en la colección "El Poliedro y El Mar". En más de una oportunidad fue candidata al Premio Nacional de Literatura y jurado en múltiples concursos de poesía, incluido el del Fondo del Libro y la Lectura.[cita requerida]
De su carrera literaria han quedado algunas obras que aún siguen inéditas. Una de ellas es Profesión de silencio, en la que aborda la injusticia y el dolor a partir de la represión sufrida durante la dictadura militar del general Augusto Pinochet.[cita requerida]
Con su cónyuge fue madre de siete hijos: Ariel, poeta y músico; Ana María, filósofa y profesora de lenguas clásicas; Miguel, poeta y filósofo; Juan, químico, víctima de la tortura durante la dictadura; Leonora, reconocida fotógrafa; Rodrigo, editor; y Pedro, poeta y actor. Su poesía ha sido estudiada en diversas universidades chilenas y extranjeras y su obra figura en muchas antologías nacionales y del exterior.[cita requerida]
Falleció el 5 de junio de 2006, a los ochenta y cinco años de edad, víctima de una trombosis cerebral.[cita requerida]

## Obras
- Tres poemas. Carmelo Soria Impresor, Santiago, 1951.
- Antiguas voces llaman. Grupo Fuego de la Poesía, Santiago, 1955.
- La ciudad que fue. Editorial Universitaria, Santiago, 1965.
- La pasión según San Juan. Ediciones de la Biblioteca del Congreso Nacional de Chile, Santiago, 1981.
- La flor de la Montaña. Editorial Universitaria, Santiago, 1995.
- Ángelus de mediodía. Editorial Universitaria, Santiago, 2008. (póstuma).

## Galardones
- Premio Pedro de Oña en 1965.
- Premio de la Academia Chilena de la Lengua en 1980.